# Dino Dvornik
Miljenko ”Dino” Dvornik, född 20 augusti 1964 i Split, SR Kroatien, Jugoslavien, död 7 september 2008 i Zagreb, Kroatien, var en kroatisk sångare, låtskrivare, musikproducent och skådespelare.
Dino Dvornik var son till skådespelaren Boris Dvornik. Tillsammans med sin äldre bror, Dean Dvornik, introducerades han tidigt i skådespelandet och framträdde i flera jugoslaviska tv-serier och filmer under 1970-talet. Bland dessa kan Naše malo misto (1970-1971), Čovik i po (1974), Hajdučka vremena (1977) och Priko sinjeg mora (1979). Han började sin musikaliska karriär i början av 1980-talet då han tillsammans med Dean bildade popgruppen Kineski zid. De släppte sitt självbetitlade debutalbum 1983, som var en av de första renodlade funk-albumen i Jugoslavien. Gruppen splittrades dock kort därefter. Han medverkade bl.a. i tv-filmen Jedan cijeli ljudski vijek 1984. Efter en tid påbörjade han en solokarriär och uppträdde på Zagrebfestivalen 1988 med låten Tebi pripadam, som han tilldelades priset ”årets bästa debutant” för. Han släppte därefter sitt självbetitlade debutalbum 1989. Uppföljaren, Kreativni nered, kom redan året därpå. Han medverkade även på den serbiska rocksångerskan Viktorijas andra studioalbum, Ja verujem, från 1990 både som producent (Daj Mi Reč) och som sångare (Od Splita Do Beograda (Ove Noći)). Samma år medverkade han även i tv-filmen Ljubav je hleb sa devet kora.
Dvornik och hans familj gjorde sig ett namn inom dokusåpa-genren 2006 då realityserien Dvornikovi sändes i kroatisk tv. Det var en spin-off på The Osbournes.
Dvornik dog 2008 av en överdos tabletter mot Hepatit C, som han led av. 

## Diskografi
- Dino Dvornik (1989)
- Kreativni nered (1990)
- Priroda i društvo (1993)
- Live In Munich (1994)
- Enfant terrible (1997)
- The Best of: Vidi ove pisme (1998)
- Big Mamma (1999)
- 2002 godine u Splitu! (2001)
- Svicky (2002)
- Pandorina kutija (2008)
- Dino Dvornik The Ultimate Collection (2009)